# جون بولتر
جون بولتر (بالإنجليزية: John Boulter)‏ هو منافس ألعاب قوى بريطاني، ولد في 18 نوفمبر 1940 في كولشيستر في المملكة المتحدة.

## وصلات خارجية
- جون بولتر على موقع الاتحاد الدولي لألعاب القوى (الإنجليزية)
- جون بولتر على موقع أوليمبيديا (الإنجليزية)
- جون بولتر على موقع اللجنة الأولمبية البريطانية (الإنجليزية)